# Castelo de Hamel

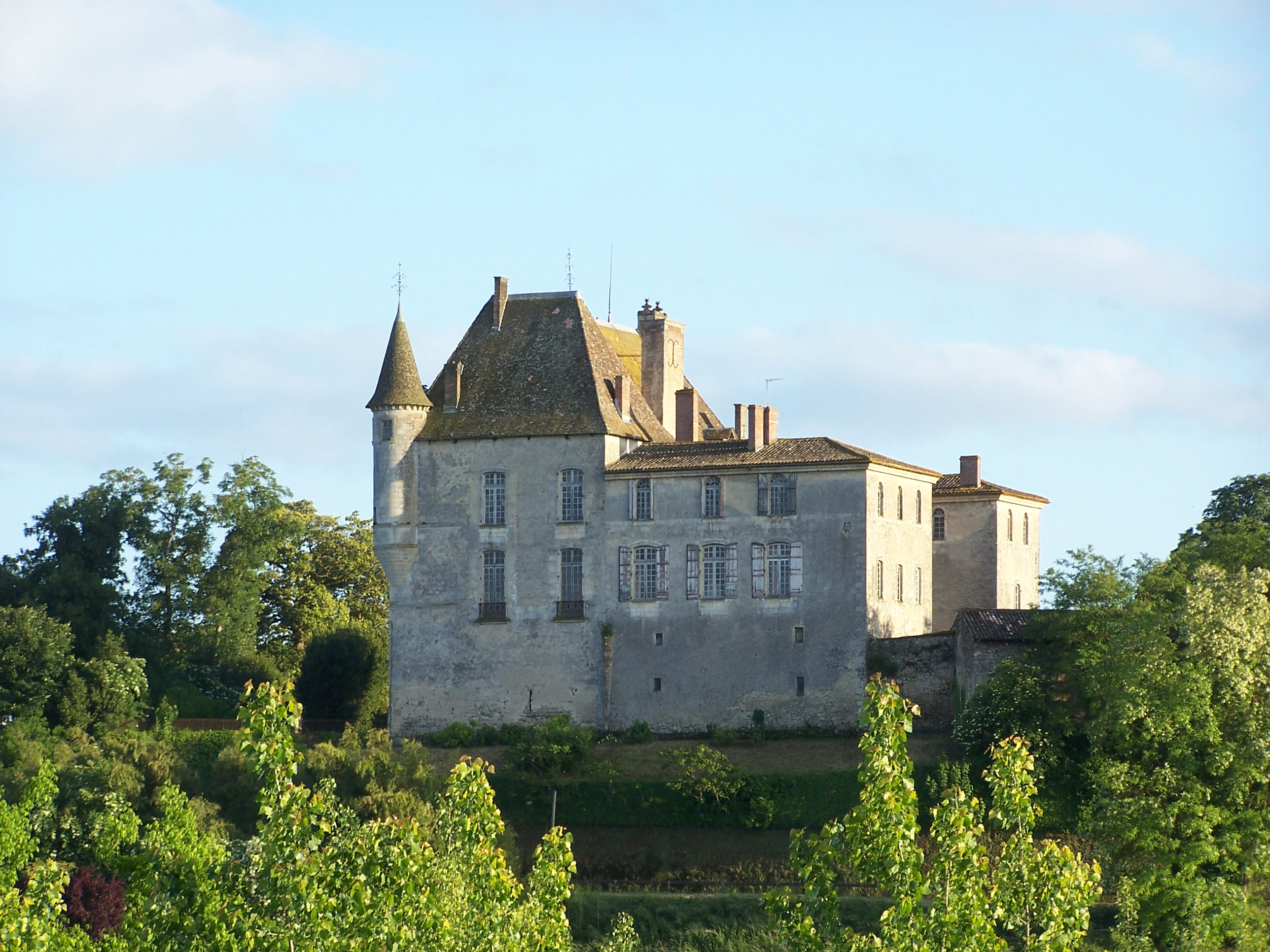
Château du Hamel

Château du Hamel é um castelo na comuna de Castets-en-Dorthe, no departamento de Gironde, na França.
O edifício actual foi construído em meados do século XVI sobre as ruínas de um castelo do século XIV. Tudo o que resta desta estrutura anterior é a base da torre de menagem no lado oriental, vista no interior como uma sala abobadada heptagonal.
O castelo é propriedade privada. Está classificado desde 1963 como monumento histórico pelo Ministério da Cultura da França.